# Tianjin Airlines
Тяньцзиньські авіалінії (кит. спр. 天津航空, піньїнь: Tiānjīn Hángkōng) — китайська регіональна авіакомпанія зі штаб-квартирою в місті Тяньцзінь, що працює у сфері пасажирських та вантажних перевезень на внутрішніх маршрутах.
Портом приписки перевізника і його головним транзитним вузлом (хабом) є міжнародний аеропорт Тяньцзінь Біньхай. У ролі ще одного головного хаба виступає міжнародний аеропорт Хайкоу Мейлань.

## Історія
Авіакомпанія Grand China Air Express була заснована при об'єднанні в 2004 році трьох китайських авіакомпаній — Xinhua China Airlines, Chang An Airlines і Shanxi Airlines під управлінням конгломерату HNA Group.
Нова компанія отримала сертифікат експлуатанта тільки у 2007 році, а польоти розпочала в 2009 році.
10 червня 2009 року авіакомпанія змінила офіційну назву на існуюче в даний час Tianjin Airlines.
У серпні 2011 року Tianjin Airlines обслуговувала 63 пункту призначення у власній маршрутної мережі регулярних перевезень.
У середині 2015 року авіакомпанія уклала контракт на постачання 22 літаків Embraer (20 лайнерів Embraer 195 і два — Embraer 190-E2).
У планах Tianjin Airlines відкриття далекомагістральних маршрутів у Європу, Північну Америку і Південно-Східну Азію з отриманням нових літаків Airbus A330.

## Флот

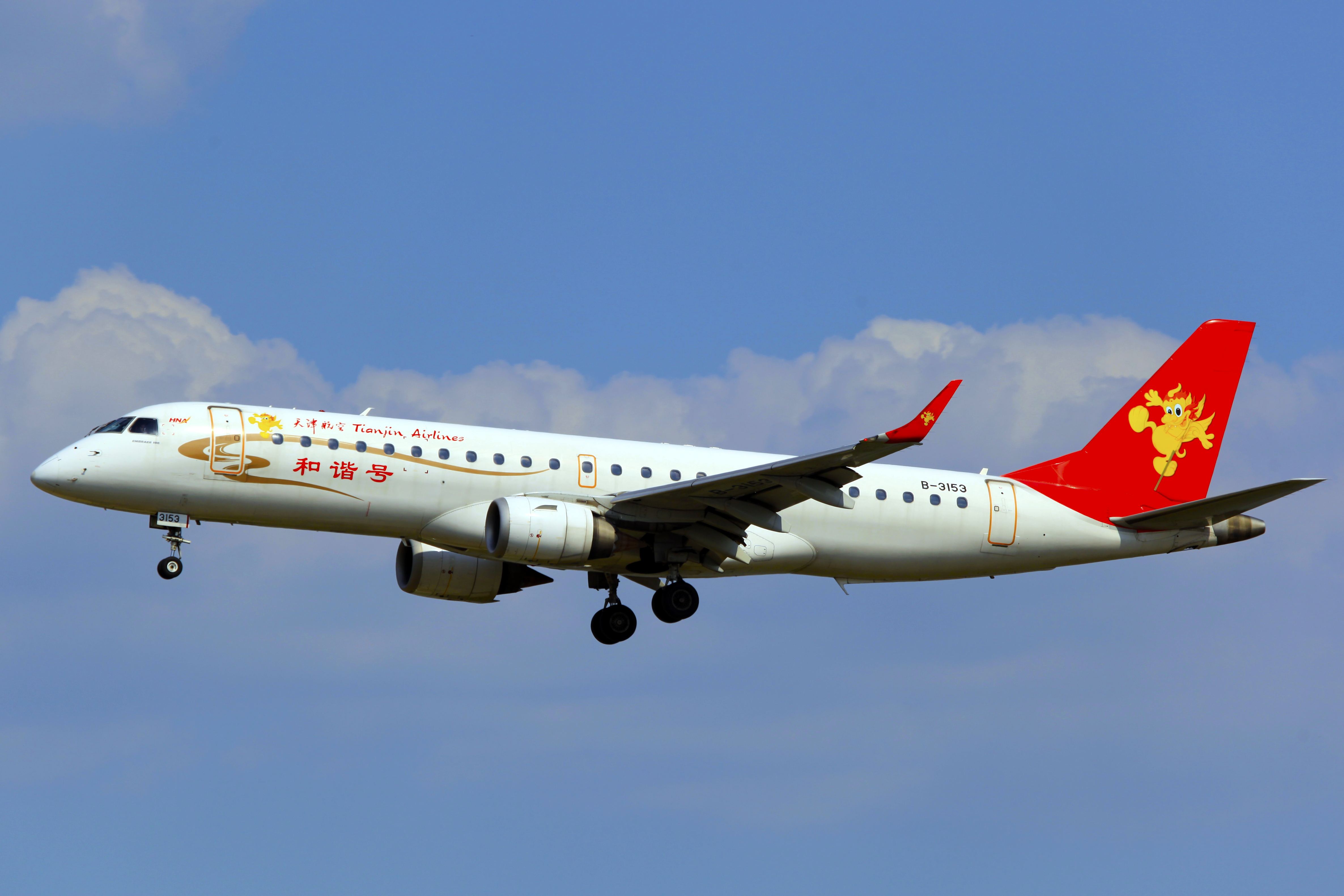
Embraer 190 авіакомпанії Tianjin Airlines в міжнародному аеропорту Ціндао Лютін, 2013 рік

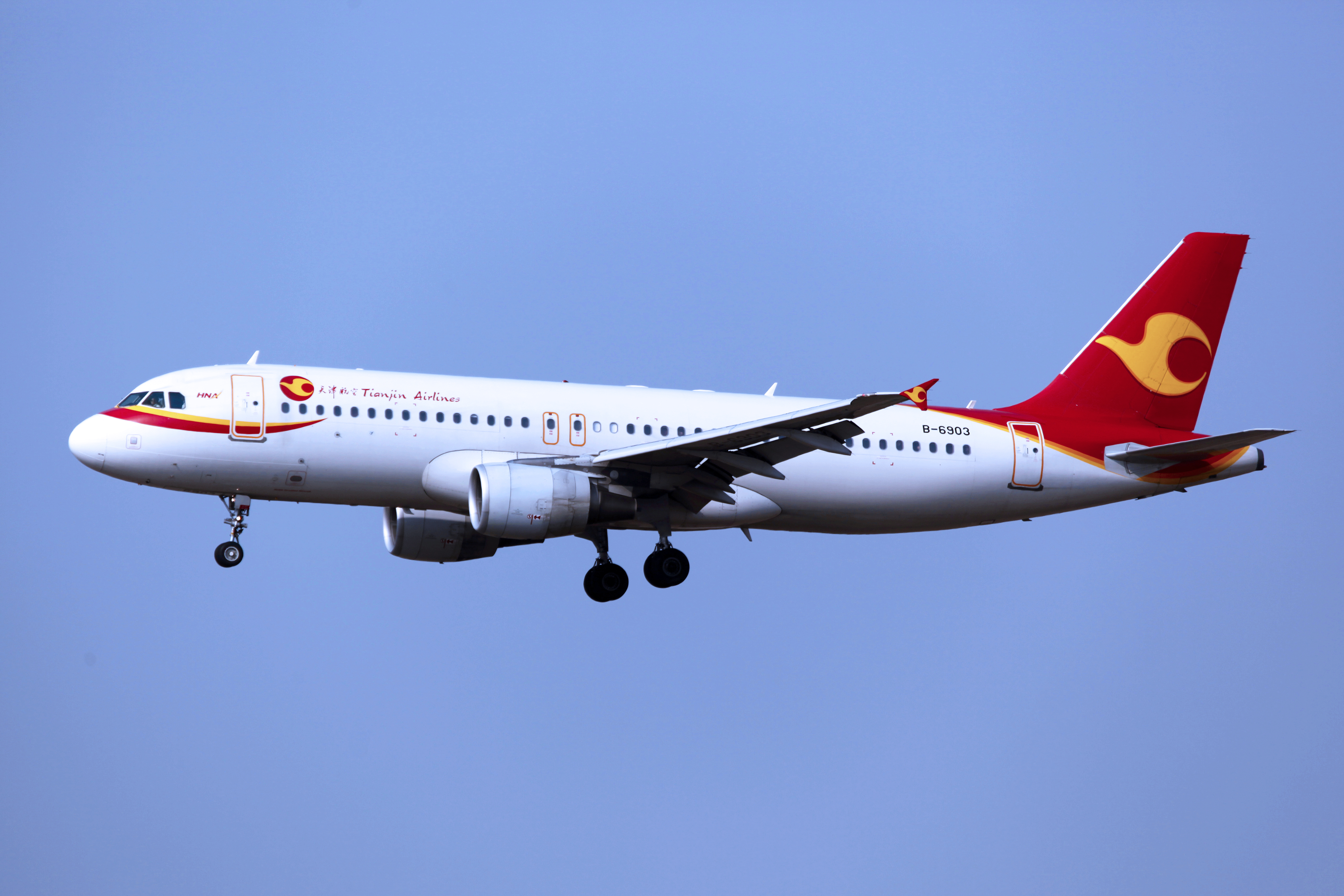
Airbus A320 авіакомпанії Tianjin Airlines в міжнародному аеропорту Ціндао Лютін, 2015 рік

У грудні 2015 року повітряний флот авіакомпанії Tianjin Airlines становили такі літаки:

## Спроба викрадення авіалайнера в 2012 році
29 червня 2012 року літак Embraer ERJ-190 цієї авіакомпанії, рейс номер GS7554, вилетів за розкладом (у 12.25 за місцевим часом) з аеропорту Хотан в аеропорту Урумчі. Через 10 хвилин після вильоту 6 уйгурських терористів спробували захопити літак, використовуючи холодну зброю (занесену у вигляді милиць) і погрожуючи вибухівкою. Пасажири (у тому числі працівники поліції) зуміли в ході боротьби знешкодити терористів і по поверненню в аеропорт здати їх поліції. Двоє терористів на наступний день померли в лікарні від отриманих травм.